# Бершвайлер-Баумхольдер
Бершвайлер-Баумхольдер (нем. Berschweiler bei Baumholder) — община в Германии, в земле Рейнланд-Пфальц. 
Входит в состав района Биркенфельд. Подчиняется управлению Баумхольдер.  Население составляет 536 человек (на 31 декабря 2010 года). Занимает площадь 6,64 км².